# Naaldboombeertje
Het naaldboombeertje (Eilema depressa) is een nachtvlinder uit de familie van de spinneruilen (Erebidae) en de onderfamilie van de beervlinders (Arctiinae). De voorvleugellengte bedraagt tussen de 15 en 17 millimeter. De soort komt verspreid voor over Europa en delen van Azië. Hij overwintert als rups.

## Waardplanten
Het naaldboombeertje heeft als waardplanten korstmossen en algen, vooral op naaldbomen, maar ook op eiken en struikheide.

## Voorkomen in Nederland en België
Het naaldboombeertje is in Nederland een algemene en in België een niet zo algemene soort, die verspreid over het hele gebied kan worden gezien. De vlinder kent één generatie die vliegt van begin juni tot halverwege september.

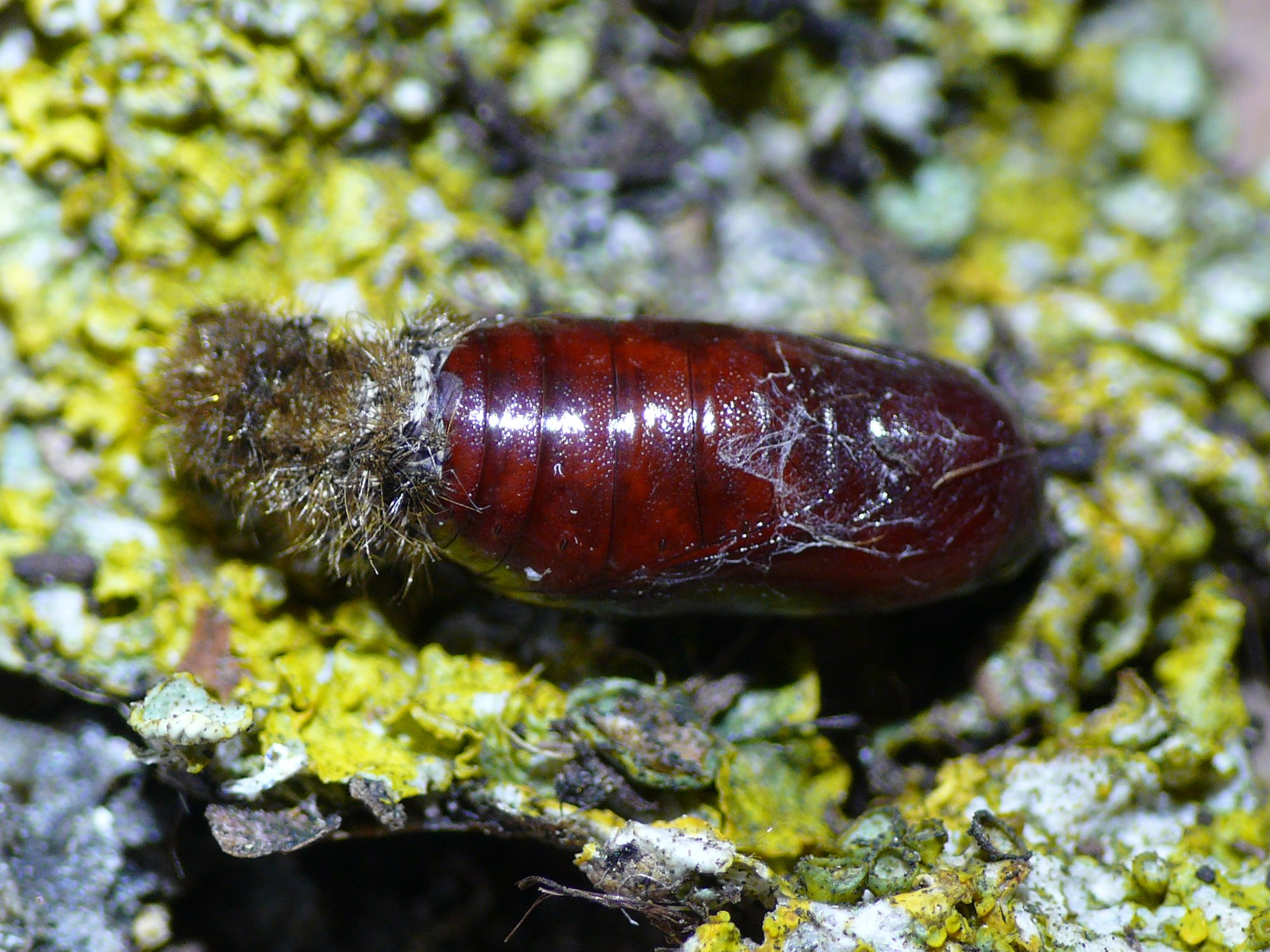
Pop